# Elias Ashmole
Elias Ashmole (23. května 1617 Lichfield ve Staffordshiru – 18. května 1692 South Lambeth u Londýna) byl anglický starožitník, sběratel umění, v mládí také student alchymie a astrolog. Během anglické občanské války patřil k royalistům a po restauraci Stuartovců byl odměněn lukrativními úřady.
Za svého života vytvořil rozsáhlou knihovnu se zaměřením na anglickou historii, právo, numismatiku, chorografii, alchymii, astrologii, astronomii a botaniku. Věnoval se jak vědě, spoluzakládal například Královskou společnost, tak mystice, byl jedním z raných svobodných zednářů. Ke konci života svoje sbírky a knihovnu odkázal Oxfordské univerzitě, a to se poté stalo základem pro Ashmolean Museum.
Z jeho díla lze jmenovat především spis z roku 1672 o Podvazkovém řádu The Institution, Laws and Ceremonies of the Most Noble Order of the Garter ilustrovaný Václavem Hollarem.